# Embraer EMB 120
L'Embraer EMB 120 Brasilia è un bimotore turboelica di linea, monoplano ad ala bassa, sviluppato dall'azienda brasiliana Embraer negli anni ottanta.
Destinato al mercato dell'aviazione da trasporto passeggeri a piccolo e medio raggio, ha compiuto il primo volo il 27 luglio 1983 ed è rimasto in produzione fino al 2001.

## Storia

### Sviluppo
Incoraggiata dal successo di mercato dell'EMB 110 Bandeirante, ottenuto nei confronti delle compagnie aeree commuter, Embraer avviò nel settembre 1979, gli studi per la progettazione di un nuovo bimotore turboelica, per voli regionali, a cabina completamente pressurizzata. Designato come Embraer EMB-120 Brasilia, il prototipo volò per la prima volta il 27 luglio 1983 mentre la certificazione per il volo venne ottenuta nel maggio 1985.

### Tecnica
La fusoliera dell'EMB 120 ha un diametro interno di 2,28 m e la cabina è alta 1,76 m, il corridoio è tra file di 2-1 posti.
Nella versione cargo il Brasilia ha a disposizione un massimo volume di carico 31,10 m³ ed è dotato di una portellone di carico sul lato posteriore della fusoliera.
Spinto da due turboelica Pratt & Whitney Canada PW118 quadripala con eliche Hamilton Standard 14RF-9.

### Impiego
Embraer all'inizio del 1991 aveva ricevuto 346 ordini provenienti da oltre 30 operatori di tutto il mondo, e più di 200 velivoli erano stati consegnati dopo l'ingresso in servizio commerciale nel mese di ottobre 1985, incluse quattro versioni trasporto VIP per le Forze Aeree Brasiliane, designate come VC-97.

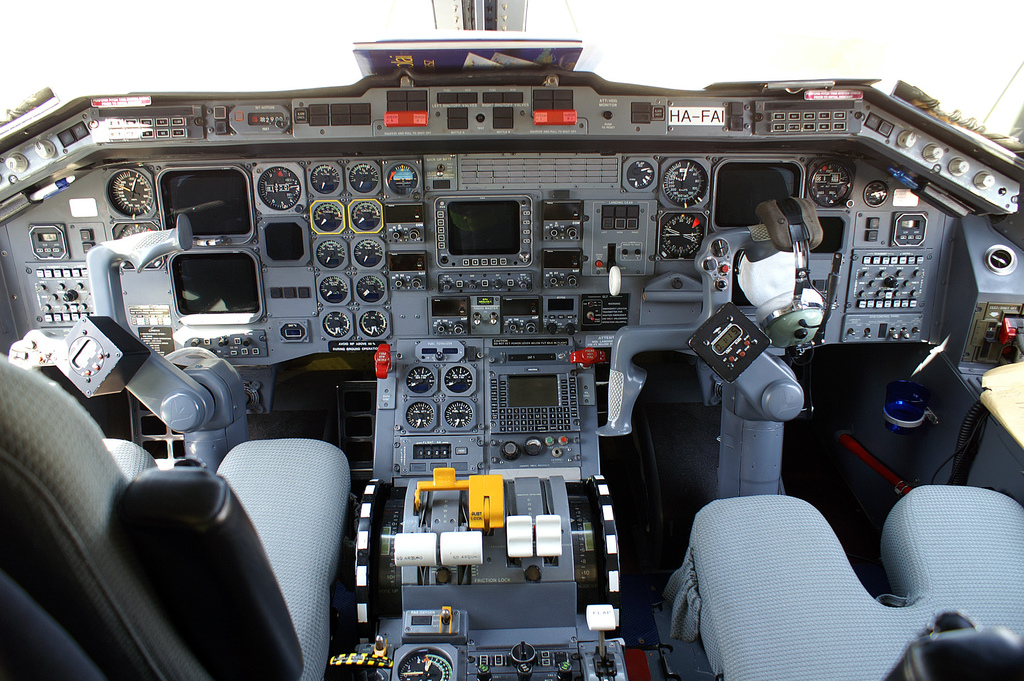
Il Cockpit di un EMB 120

## Versioni
EMB 120
versione di produzione base.
EMB 120ER
versione dotata di maggiore autonomia e capacità di carico. Tutti gli EMB-120ER S/N possono essere convertiti nelle versioni EMB-120FC o EMB-120QC.
EMB 120FC
versione cargo.
EMB 120QC
Quick change cargo version.
EMB 120RT
versione da trasporto. Tutti gli EMB-120RT S/N possono essere convertiti nella versione EMB-120ER.
VC-97
designazione data alla versione trasporto VIP per la Força Aérea Brasileira.

## Utilizzatori

### Civili

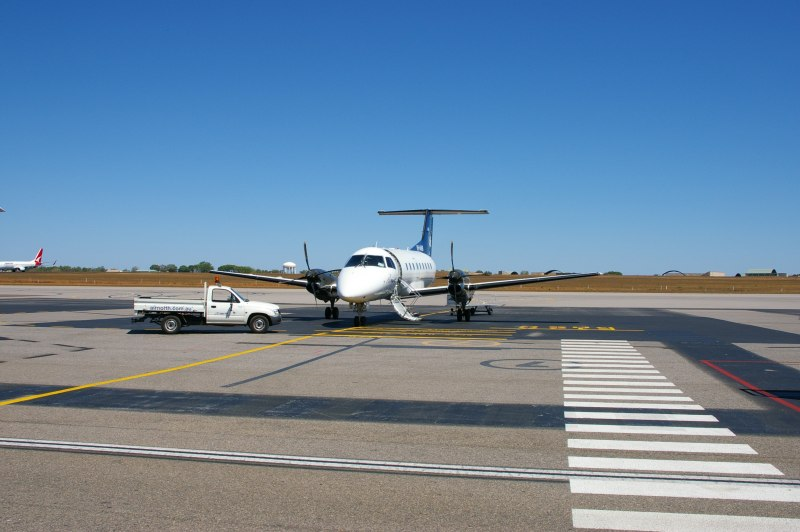
Airnorth Brasilia at Darwin Airport

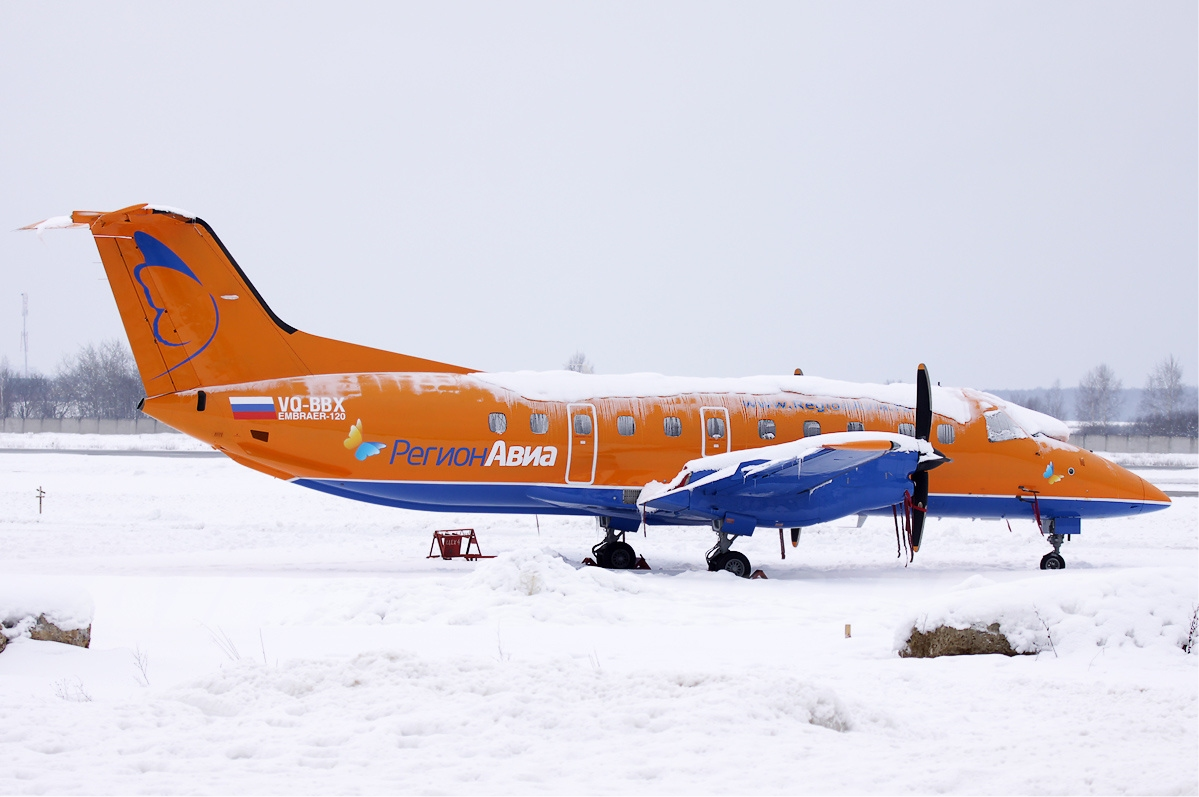
EMB 120 della compagnia aerea russa Region-Avia.

Al dicembre 2011 risultavano essere 192, corrispondenti al 54% del totale prodotto, gli esemplari di EMB 120 ancora in servizio presso le varie compagnie aeree ed aeronautiche militari mondiali:
 Angola
- AeroJet (2) +
- Airjet (1) +
- Air Jet Angola (1) +
- Air 26 (7) +
- Angola Air Charter (1) +
- Diexim Expresso (4) +

 Australia
- Airnorth Regional (5) +
- Network Aviation (7) +
- Skippers Aviation (6) +

 Brasile
- Air Amazonia (3)
- Meta Linhas Aéreas (2)
- PENTA – Pena Transportes Aéreos (1)
- Puma Air Linhas Aéreas (2)
- Passaredo Transportes Aéreos (1)
- Sete Linhas Aéreas (2)

 Rep. del Congo
- Equaflight Services (2)

 Ecuador
- SAEREO (1)

 Kenya
- African Express Airways (1)

 Italia
- Skybridge AirOps, attività cessata nel 2014 (1)

 Messico
- Aereo Calafia (1)

 Moldavia
- Tandem Aero (1)

 Mozambico
- Kaya Airlines (2)

 Nigeria
- Associated Aviation (4)
- Capital Airlines (1)

 Sudafrica
- Interlink Airlines (1)
- Naturelink Charter (8)

 Russia
- Region Avia (2)
- RusLine (1)

 Spagna
- Ibertrans (1)
- Flightline España (1)
- Swiftair (9) (tutte versioni cargo)

 Svezia
- International Business Air (1)

 Stati Uniti
- Ameriflight (7)
- Charter Air Transport (3)
- Everts Air (3)
- Great Lakes Aviation (6)
- SkyWest Airlines (45)
- Key Lime Air (1)

 Tanzania
- Unity Air, attiva dal 2022 (2)

 Turks e Caicos
- Air Turks and Caicos (4)

 Ungheria
- Budapest Aircraft Service (3)

 Venezuela
- Transcarga International Airways (2)

### Militari
Angola
- Força Aérea Nacional Angolana (trasporto VIP)

 Brasile
- Força Aérea Brasileira

20 consegnati (due lotti 1986-1987 e 1998-1999), tutti in servizio al dicembre 2017.
 Uruguay
- Fuerza Aérea Uruguaya

2 EMB-120 di seconda mano, il primo ricevuto nel 1999, il secondo (un EMB-120ER), acquistato a marzo 2024, è stato consegnato a il 23 dicembre dello stesso anno.